# Mevlüt Erdinç
Mevlüt Erdinç (* 25. února 1987) je turecký fotbalový útočník a reprezentant, hráč klubu Hannover 96 od léta 2016 na hostování v FC Metz.

## Klubová kariéra
V letech 2003 až 2009 hráč FC Sochaux-Montbéliard, za který nastoupil v 78 utkáních a vstřelil 24 branek. V letech 2009–2012 působil v Paris Saint-Germain. V lednu 2012 přestoupil do Stade Rennais, se kterým postoupil v sezóně 2012/13 do finále francouzského ligového poháru Coupe de la Ligue, Stade Rennais v něm podlehlo AS Saint-Étienne 0:1.
V letech 2013–2015 byl hráčem AS Saint-Étienne. V roce 2015 přestoupil do německého bundesligového klubu Hannover 96. Od ledna do června 2016 hostoval ve francouzském mužstvu En Avant de Guingamp. V létě 2016 odešel na hostování do jiného francouzského týmu FC Metz.

## Reprezentační kariéra
V A-týmu Turecka debutoval 26. 3. 2008 v přátelském utkání v minsku proti týmu Běloruska (remíza 2:2).
Zúčastnil se mistrovství Evropy 2008 konaného v Rakousku a Švýcarsku.